# District de Kladno

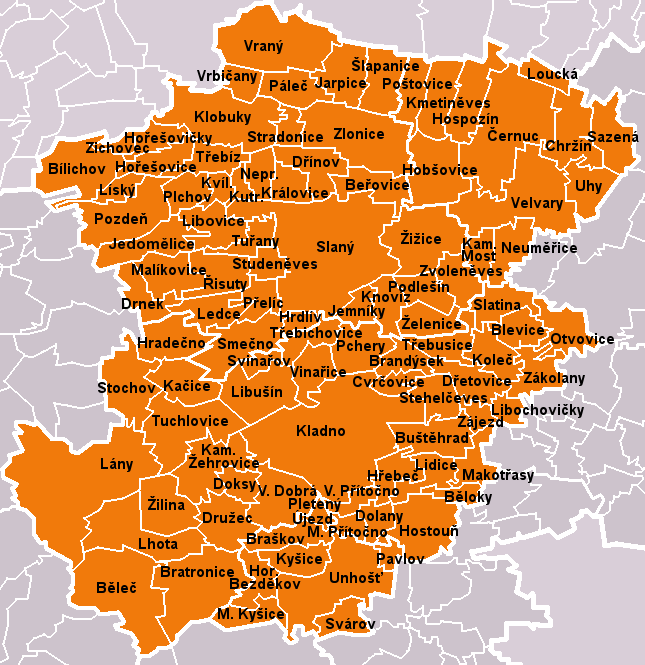
Carte des communes du district de Kladno.

Le district de Kladno (en tchèque : okres Kladno) est un des 12 districts (okres) de la région de Bohême-Centrale (Středočeský kraj), en Tchéquie. Son chef-lieu est la ville de Kladno.

## Liste des communes
Le district compte 100 communes, dont 8 ont le statut de ville (město, en gras) et 2 celui de bourg (městys, en italique) :
Běleč •
Běloky •
Beřovice •
Bílichov •
Blevice •
Brandýsek •
Braškov •
Bratronice •
Buštěhrad •
Černuc •
Chržín •
Cvrčovice •
Doksy •
Dolany •
Drnek •
Družec •
Dřetovice •
Dřínov •
Hobšovice •
Horní Bezděkov •
Hořešovice •
Hořešovičky •
Hospozín •
Hostouň •
Hradečno •
Hrdlív •
Hřebeč •
Jarpice •
Jedomělice •
Jemníky •
Kačice •
Kamenné Žehrovice •
Kamenný Most •
Kladno •
Klobuky •
Kmetiněves •
Knovíz •
Koleč •
Královice •
Kutrovice •
Kvílice •
Kyšice •
Lány •
Ledce •
Lhota •
Libochovičky •
Libovice •
Libušín •
Lidice •
Líský •
Loucká •
Makotřasy •
Malé Kyšice •
Malé Přítočno •
Malíkovice •
Neprobylice •
Neuměřice •
Otvovice •
Páleč •
Pavlov •
Pchery •
Pletený Újezd •
Plchov •
Podlešín •
Poštovice •
Pozdeň •
Přelíc •
Řisuty •
Sazená •
Slaný •
Šlapanice •
Slatina •
Smečno •
Stehelčeves •
Stochov •
Stradonice •
Studeněves •
Svárov •
Svinařov •
Třebichovice •
Třebíz •
Třebusice •
Tuchlovice •
Tuřany •
Uhy •
Unhošť •
Velká Dobrá •
Velké Přítočno •
Velvary •
Vinařice •
Vraný •
Vrbičany •
Zájezd •
Zákolany •
Želenice •
Zichovec •
Žilina •
Žižice •
Zlonice •
Zvoleněves

## Principales communes
Population des dix principales communes du district au 1er janvier 2024 et évolution depuis le 1er janvier 2023 :
| Kladno     | 69 078 | en augmentation |
| Slaný      | 16 740 | en augmentation |
| Stochov    | 5 354  | en augmentation |
| Unhošť     | 5 206  | en augmentation |
| Buštěhrad  | 3 995  | en augmentation |
| Libušín    | 3 588  | en augmentation |
| Velvary    | 3 048  | en augmentation |
| Tuchlovice | 2 771  | en augmentation |
| Zlonice    | 2 285  | en diminution   |
| Lány       | 2 256  | en diminution   |